# Человек-паук (мультсериал, 2017)
Человек-Паук от Марвел (англ. Marvel’s Spider-Man) или просто Человек-Паук (англ. Spider-Man) — американский приключенческий мультипликационный сериал об одноименном персонаже, созданном Стэном Ли и Стивом Дитко. Он является заменой «Великого Человека-паука», предыдущего мультсериала о Человеке-Пауке. Премьера состоялась 19 августа 2017 года на Disney XD.
В январе 2018 года сериал был продлён на второй сезон, премьера которого состоялась 18 июня 2018 года.
В мае 2019 года мультсериал получил продление на третий сезон с подзаголовком Maximum Venom (Тотальный Веном), премьера которого состоялась 19 апреля 2020 года.

## Сюжет
Умный подросток по имени Питер Паркер укушен радиоактивным пауком в школьной поездке в Оскорп и получил суперсилы. Он становится героем по имени Человек-Паук после смерти своего дяди Бена, и должен приспособиться к новому образу жизни.

## В ролях

### Главные роли
- Робби Деймонд — Питер Паркер / Человек-Паук
- Фред Таташор — Макс Моделл, Халк, Брок Рамлоу / Кроссбоунс, Жук
- Нэнси Линари — Мэй Паркер
- Макс Миттельман — Гарри Озборн / Хобгоблин
- Наджи Джетер — Майлз Моралес / Совершенный Человек-Паук
- Лора Бэйли — Гвен Стейси / Гвен-паук, Наташа Романофф / Чёрная вдова, Галина Немировски / Красное Динамо
- Мелани Миничино — Аня Коразон / Девушка-паук
- Скотт Менвиль — Отто Октавиус / Доктор Осьминог / Превосходный Человек-Паук, Грейди Скрапс
- Джош Китон — Норман Озборн, Джон Джеймсон / Человек-волк, Оливер Осник / Стальной паук
- Боб Джолс — Джей Джона Джеймсон
- Фелиция Дэй — Мэри Джейн Уотсон

### Второстепенные роли
- Пэттон Освальт — Бен Паркер, Хамелеон
- Аластер Дункан — Эдриан Тумс / Стервятник
- Джон Димаджио — Рэймонд Уоррен / Шакал
- Бенджамин Дискин — Флэш Томпсон, Спенсер Смайт
- Джейсон Спайсэк — Алистар Смайт, Скорпион
- Мэттью Мерсер — Алексей Сицевич / Носорог
- Юрий Ловенталь — Курт Коннорс / Ящер, Клэйтон Коул / Гул, Ночной
- Бен Пронски — Веном, Эдди Брок
- Мик Уингерт — Тони Старк / Железный человек
- Роджер Крэйг Смит — Стив Роджерс / Капитан Америка
- Сумали Монтано — Юри Ватанабэ
- Катрина Кемп — Анна Мария

### Гостевые роли
| - Стивен Блум — Костопил Макги - Натали Ландер — Лиз Аллан / Чудила - Зино Робинсон — Рэнди Робертсон - Камерон Бойс — Герман Шульц / Шокер - Грей ДеЛайл — Чёрная кошка, Кэрол Денверс / Капитан Марвел, Моника Рапацини - Джим Каммингс — Кувалда, Призрак - София Карсон — Кимиа Альварадо / Песочная девушка - Трэвис Уиллингем — Флинт Марко / Песочный человек, Тор - Алекс Десерт — Джефферсон Дэвис / Рой - Трой Бейкер — Крейвен - Кевин Шиник — Брюс Беннер - Тревор Дивэлл — Рэнди Маклин / Буран, Паладин - Джо Кесада — Джо - Шон Шеммель — Мистер Салерно - Грегг Бергер — Карл Крил / Поглотитель - Эрни Хадсон — Робби Робертсон - Марк Хэмилл — Арним Зола - Аарон Абрамс — Тинкерер - Джереми Шада — Росс Калибан - Эйприл Стюарт — Серебряный Соболь - Кэри Уолгрен — Кэролайн Трейнер / Леди Осьминог - Оги Бэнкс — Баркли Блитц, Абрахам Браун - Одри Василевски — Габби Фленкман - Катрин Хавари — Камала Кхан / Мисс Марвел - Райан Блэйни — Овердрайв - Теала Данн — Панда-Мания | - Зак Шэда — Гиппо - Криспин Фриман — Мистерио, Пятно - Бу Бу Стюарт — Джек-Фонарь - Натаниэл Дж. Потвин — Хобби Браун / Бродяга - Нолан Норт — Силвермейн - Дейзи Лайтфут — Электро - Чарльз Адлер — М.О.Д.О.К. - Обри Джозеф — Тайрон Джонсон / Плащ - Оливия Холт — Тэнди Боуэн / Кинжал - Джонатан Фриман — Тибериус Стоун - Фил ЛаМарр — Джалом Бичер / Слайд - Крис Эджерли — Алан Бимонт - Эрик Лопес — Джозеф Роквелл - Имари Уильямс — Август Роман / Регент, Расплавленный человек - Эрик Бауза — Мистер Негатив - Коннор Андраде — Грут - София Уайли — Рири Уильямс / Железное сердце - Ки Хон Ли — Амадей Чо / Совершенно потрясающий Халк - Лайам О’Брайэн — Доктор Стрэндж - Леонард Робертс — Барон Мордо - Уилл Фридел — Питер Квилл / Звёздный лорд - Питер Джайлс — Марк Спектор / Лунный рыцарь - Валенция Алгарин — Мария Коразон - Мэг Доннелли — Крик - Кайли Расселл — Презрение - Карла Джеффри — Мания |

## Разработка
В октябре 2016 года на New York Comic-Con президент Marvel Animation анонсировал новый мультсериал о Человеке-пауке, который придёт на смену «Великому Человеку-пауку», чей показ завершился в начале января 2017 года. Премьера была запланирована на вторую половину 2017 года на канале Disney XD.
В июне 2017 года Disney XD опубликовала на своём YouTube-канале четырёхминутный ролик, рассказывающий о происхождении Человека-Паука, под заголовком «Origin Short #1», а в течение периода с 24 по 29 июля продолжила выкладывать короткометражные ролики аккурат к выходу мультсериала, премьера которого состоялась 19 августа 2017 года.